# Mercado de embalagens no Brasil
O mercado de embalagens no Brasil é o quinto maior do mundo, tendo realizado US$ 35 bilhões (1,5% do PIB) em vendas em 2014, sendo o Brasil o sétimo maior economia do mundo por PIB nominal. O mercado de embalagens inclui a fabricação de materiais de embalagem de matérias-primas, a distribuição de materiais de embalagem para os produtores, o design de embalagens, bem como vários processos de reciclagem. O setor de embalagens tem fortes laços com organizações ambientais e tenta se adaptar às exigências de produção ecologicamente correta. Como resultado deste desenvolvimento, embalagem sustentável emergiu como um mercado promissor para inovações no futuro.

## Desenvolvimento do mercado
Para o período entre 2011 e 2016, o mercado brasileiro de embalagens apresenta um crescimento médio estimado de 6,2%, realizando um valor de vendas de US$ 34 bilhões em 2016, deixando para trás o Canadá e ficando em um nível com a França. O crescimento constante do mercado não é um fenômeno único. O mercado mundial de embalagens está aumentando, o que é devido a uma combinação de vários fatores, como a urbanização crescente, os investimentos no sector da construção e a expansão do sector de saúde. A demanda por tipos de embalagens respeitador do ambiente também tem vindo a aumentar de forma constante desde os anos 2000 e o crescimento resultante da inovação contribui para esta tendência. Além disso, o crescimento rápido dos países BRIC, ao longo da década de 2000, bem como o período pós-crise desempenha um papel importante na tendência de crescimento do mercado mundial de embalagens. Apesar das desacelerações econômicas em 2015 - especialmente na China e no Brasil - as maiores taxas de crescimento para o período 2011-2016 podem ser observadas nesses países, com a China, Índia, Brasil e Rússia mostrando taxas de crescimento de 7,9%, 7,7% , 6,2% e 4,9%, respectivamente. As altas taxas de crescimento nesses países podem ser explicadas pelo aumento dos rendimentos pessoais, o que resulta em maior demanda para uma ampla gama de produtos, que por sua vez gera crescimento para os produtores de embalagens destes produtos. Apesar de uma boa Taxa de Crescimento Anual Composta (CAGR, na sigla em inglês), prevê-se que, devido à recessão brasileira de 2014 as vendas de US$ 35 bilhões terão uma diminuição de 2,9% em 2016 para US$ 34 bilhões.
| Estados Unidos | 129 | 1.  | 141 | 1.  | 164 | 1.  |
| China          | 50  | 2.  | 80  | 2.  | 117 | 2.  |
| Japão          | 70  | 3.  | 76  | 3.  | 87  | 3.  |
| Alemanha       | 33  | 4.  | 37  | 4.  | 42  | 4.  |
| França         | 27  | 5.  | 30  | 6.  | 34  | 5.  |
| Canadá         | 24  | 7.  | 27  | 7.  | 30  | 7.  |
| Brasil         | 26  | 6.  | 32  | 5.  | 34  | 5.  |
| Reino Unido    | 20  | 8.  | 22  | 8.  | 25  | 9.  |
| Rússia         | 17  | 9.  | 21  | 9.  | 26  | 8.  |
| Índia          | 9   | 10. | 17  | 10. | 25  | 10. |
| Outros         | 158 | X   | 199 | X   | 262 | X   |
| TOTAL          | 559 | X   | 675 | X   | 845 | X   |
| Notas: 1.      |     |     |     |     |     |     |

Em comparação a 2005, em 2013 o Brasil apresentou um crescimento total de 42% nas exportações de embalagens. Especialmente alumínio e aço exibem um aumento elevado nesse período de nove anos. Em 2013, embalagens de plásticos e de aço foram os tipos mais exportados, com vendas de US$ 268 milhões e US$ 183 milhões, respectivamente, enquanto ambos combinados foram responsáveis por 70% das exportações totais. A única embalagem que foi exportado menos em 2013 do que em 2005 é a madeira, mostrando uma diminuição de 32% a partir de US$ 21 milhões para US$ 15 milhões. No total, US$645 milhões no valor de embalagem foram exportados em 2013.
| Embalagem       | 2005  | 2008  | 2011  | 2012  | 2013  | % diferença 2005/13 |
| --------------- | ----- | ----- | ----- | ----- | ----- | ------------------- |
| Plástico        | 195,1 | 282,6 | 269,3 | 256,9 | 267,5 | +37,1%              |
| Madeira         | 21,0  | 33,3  | 20,2  | 18,8  | 14,3  | -31,9%              |
| Papel e Papelão | 90,2  | 118,1 | 119,5 | 126,4 | 123,0 | +36,3%              |
| Vidro           | 13,1  | 46,2  | 28,8  | 18,8  | 16,9  | +29,0%              |
| Aço             | 127,6 | 251,8 | 221,7 | 212,3 | 183,4 | +43,7%              |
| Alumínio        | 5,5   | 24.9  | 17,8  | 31,6  | 40,2  | +631,0%             |
| TOTAL           | 452,5 | 756,9 | 677,3 | 664,8 | 645,3 | +42,6%              |

Geralmente, todas as importações de embalagens têm aumentado entre 2005 e 2013. Os itens mais importados são embalagens de vidro e de aço, exibindo um aumento global de 560% e 384%, respectivamente. As importações de madeira, que aumentaram em 30%, são o único material que mostra um aumento inferior a 200%. Ao todo, o Brasil importou US$ 1,2 bilhões de embalagens em 2013.
| Embalagem       | 2005  | 2008  | 2011   | 2012   | 2013   | % diferença 2005/13 |
| --------------- | ----- | ----- | ------ | ------ | ------ | ------------------- |
| Plástico        | 200,5 | 383,3 | 579,6  | 602,8  | 642,4  | +220,4%             |
| Madeira         | 2,0   | 2,9   | 3,2    | 2,5    | 2,6    | +30%                |
| Papel e Papelão | 59,2  | 141,5 | 245,0  | 236,0  | 252,4  | +326,4%             |
| Vidro           | 20,1  | 31,0  | 112,8  | 131,8  | 132,7  | +560,2%             |
| Aço             | 36,2  | 89,0  | 141,1  | 159,3  | 175,5  | +384,48%            |
| Alumínio        | 8,7   | 27,9  | 49,8   | 31,3   | 38,7   | +344,8%             |
| TOTAL           | 326,7 | 675,6 | 1131,5 | 1163,7 | 1244,3 | +280,9%             |

## Matéria-prima
As matérias-primas que são utilizados a fim de fabricar embalagens variam muito. No entanto, os materiais mais comuns são papelão ondulado e plásticos, que representam a quota de mercado superior a 50% em volume e participação de mercado superior a 40% em valor quando somados. Apesar de representar 15% do volume, vidro só contribui para 4% do valor total de produção. Plásticos flexíveis mostram o contrário, sendo um material extremamente valiosa e representando 22% do valor total enquanto constituindo apenas 3% do tamanho da produção.
| Material         | Volume | Valor |
| ---------------- | ------ | ----- |
| Papelão ondulado | 31,6%  | 12,7% |
| Plásticos        | 22,6%  | 29,5% |
| Vidro            | 15,1%  | 4,3%  |
| Metais           | 13,3%  | 18,4% |
| Duplex/Triplex   | 6,0%   | 4,0%  |
| Papel            | 4,5%   | 4,2%  |
| Flexíveis        | 3,3%   | 22,4% |
| Flexíveis LPB    | 3,6%   | 4,5%  |

Em 2014, dois terços do consumo brasileira de matéria-prima aconteceu no sector alimentar e um terço no setor não-alimentar. Aço, Kraft e duplex/triplex são os únicos materiais que são usados mais como embalagens de alimentos do que vice-versa. Os materiais leves, como alumínio e plásticos flexíveis são utilizados especialmente para produtos alimentares. 90% das embalagens de vidro é projetado para os produtos alimentares, mais precisamente, para cerveja e outras bebidas. Flexíveis e alumínio são os materiais mais valiosos, tendo os rácios de valor/volume mais elevadas entre os materiais da lista. Além disso, o rácio total de valor/volume é maior para alimentos do que para as embalagens de alimentos, indicando um maior volume de negócios total de embalagens de alimentos.
|           |                   | Alimentício    | Alimentício | Alimentício         | Não-Alimentício | Não-Alimentício | Não-Alimentício     |
| Categoria | Material          | Volume (1000t) | %           | Valor (US$ milhões) | Volume (1000t)  | %               | Valor (US$ milhões) |
| --------- | ----------------- | -------------- | ----------- | ------------------- | --------------- | --------------- | ------------------- |
|           | Flexíveis         | 653,7          | 88,6%       | 7.714,84            | 83,9            | 11,4%           | 1.661,1             |
| Metais    | Alumínio          | 444,6          | 93,2%       | 3.693,7             | 32,3            | 6,8%            | 268,5               |
| Metais    | Folha de flandres | 422,0          | 64,3%       | 1.182,2             | 233,9           | 35,7%           | 655,2               |
| Metais    | Aço               | 8,7            | 2,9%        | 17,8                | 289,2           | 97,1%           | 593,2               |
| Papel     | Kraft             | 211,7          | 43,3%       | 618,4               | 277,6           | 56,7%           | 849,4               |
| Papel     | Duplex/Triplex    | 219,8          | 33,8%       | 474,4               | 430,5           | 66,2%           | 929,2               |
| Papel     | Caixas de papelão | 2.179,5        | 64,0%       | 2.840,0             | 1.225,2         | 36,0%           | 1.596,5             |
|           | Plásticos         | 1.946,0        | 72,6%       | 7.687,5             | 734,6           | 27,4%           | 2.850,6             |
| Vidro     | 1.239,9           | 89,7%          | 1.150,6     | 142,4               | 10,3%           | 132,2           |                     |
| TOTAL     | 7.325,9           | 68,0%          | 25.379,5    | 3.449,58            | 32,0%           | 9.536,0         |                     |

O maior mercado de uso final para as matérias-primas é a indústria de bebidas. Enquanto plásticos e flexíveis representam a maior parte do material usado para bebidas não alcoólicas, bebidas alcoólicas dependem fortemente de metais (sobretudo alumínio para latas de cerveja) e de vidro. Carne e vegetais também dependem muito das embalagens de plástico ou flexibles. O setor agrícola e o setor químico predominantemente usam plásticos rígidos e metais, devido aos seus produtos que requerem embalagens com alta durabilidade. Baixos custos de produção são outro fator bem importante para explicar a popularidade de plásticos e flexíveis no setor de embalagens no Brasil.
| Categoria       | Produto                | Flexíveis | Metais | Papel | Plástico | Vidro | TOTAL  |
| --------------- | ---------------------- | --------- | ------ | ----- | -------- | ----- | ------ |
| Alimentício     | Carnes e Vegetais      | 1.284     | 625    | 401   | 2.228    | 136   | 4.675  |
| Alimentício     | Cereais e Farinhas     | 1.608     | 37     | 248   | 620      | -     | 2.513  |
| Alimentício     | Confeitaria e Doces    | 640       | 77     | 296   | 307      | 18    | 1.339  |
| Alimentício     | Laticínios e Gorduras  | 1.290     | 261    | 53    | 965      | 77    | 2.647  |
| Bebidas         | Bebidas Álcoolicas     | 51        | 2.986  | 34    | 146      | 980   | 4.196  |
| Bebidas         | Bebidas Não Álcoolicas | 3.003     | 1.024  | 62    | 3.194    | 224   | 7.507  |
| Não-Alimentício | Elétrico e Automotivo  | 1         | 26     | 85    | 69       | -     | 182    |
| Não-Alimentício | Higiene e Beleza       | 883       | 270    | 304   | 755      | 131   | 2.343  |
| Não-Alimentício | Lazer e Pessoal        | 65        | -      | 326   | 20       | -     | 411    |
| Não-Alimentício | Limpeza Caseira        | 221       | 128    | 226   | 844      | -     | 1.418  |
| Não-Alimentício | Química e Agricultura  | 480       | 1.093  | 200   | 1.162    | 1     | 2.947  |
|                 | TOTAL                  | 9.537     | 6.527  | 2.235 | 10.311   | 1.568 | 30.177 |

## Tendências de embalagens
Uma análise do mercado brasileiro de embalagens revela um conjunto de produtos, cuja popularidade tem vindo a aumentar de forma constante desde final dos anos 2000. Adicionalmente a isso, existem algumas tendências gerais guiando o mercado.

### Tendências gerais

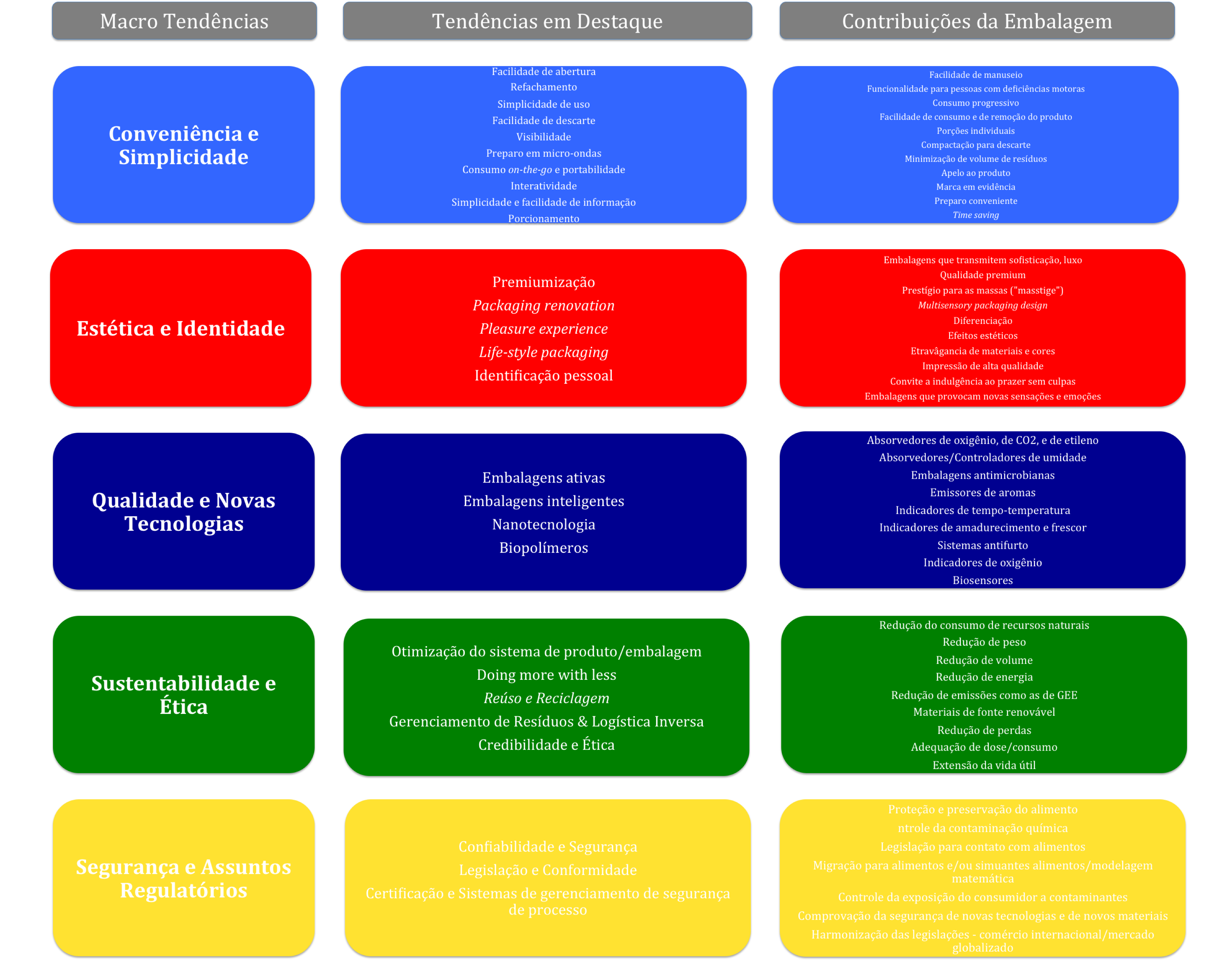
As cinco tendências gerais na indústria de embalagens. Imagem em forma modificada de Brasil PackTrends 2020 (2012), p. 73

Em seu estudo "Brasil PackTrends 2020" (2012), o Instituto de Tecnologia de Alimentos (ITAL) identificou cinco tendências gerais da indústria de embalagens: 1) conveniência e simplicidade, 2) estética e identidade, 3) qualidade e novas tecnologias, 4) sustentabilidade e ética, e 5) segurança e assuntos regulatórios. Apesar de entregar exemplos do mercado brasileiro, essas cinco tendências não são personalizados para o Brasil, como - para grandes partes - também aplicam à indústria de embalagens em geral.

#### Conveniência e simplicidade
Os consumidores hoje em dia valorizam produtos que facilitam as suas vidas, que são fáceis de manusear e eficiente em termos de tempo. Em termos de embalagens, isto significa que uma embalagem sucedida tem que ser fácil de abrir, fácil de usar, reselável e fácil a descartar. No que diz respeito à alimentação, a popularidade de embalagem que permite uma preparação rápida e simples (por exemplo no micro-ondas) também continua subindo. A embalagem não deve levantar problemas desnecessários qualquer, isso inclui também o projeto da linguagem, ou seja, a embalagem deve usar uma linguagem fácil a entender e gráficos simples, enquanto não sobrecarregar o consumidor com informação. Além disso, embalagens precisam adaptar às mudanças socioeconômicas. Como a urbanização está a aumentar e agregados com uma pessoa estão se tornando muito comum, os produtores têm que fornecer embalagens de alimentos com porções individuais ou embalagem que, por exemplo, permite uma preparação rápida e fácil de refeições no micro-ondas.

#### Estética e identidade
Quando dirigindo para um produto, os consumidores procuram satisfação objetiva, bem como subjetiva. Embalagem adequada pode aumentar a sensação de identificação do consumidor com um produto, por exemplo, pela promoção de um estilo de vida particular ou através da veiculação de alta qualidade, por fazer o produto um símbolo de status. Outro tipo consumidor crucial é aquele que valoriza acima de tudo a saúde e uma qualidade de vida elevada. A proporção de embalagens que propaga benefícios para a saúde e que transmite para o cliente que o produto melhora a saúde está crescendo. Outra tendência envolve embalagens que transformam produtos em colecionáveis, tornando a embalagem mais valioso para o cliente do que o produto em si. Um bom exemplo dessa tendência é a campanha de marketing "Partilha uma Coca-Cola com..." pela Coca-Cola, que foi lançada no Brasil em 2015, quatro anos após a primeira campanha foi lançada na Austrália. Em geral, cores transmitem estética, mas desde os anos 2010 a evolução do mercado brasileiro de embalagens mostra uma preferência crescente de estilos simples.

#### Qualidade e novas tecnologias
O setor de embalagens fornece oportunidades para novas tecnologias, bem como novos tipos de materiais que melhoram a vida útil do produto e a segurança microbiológica. Embalagens ativas e inteligentes podem, por exemplo, absorver o oxigênio e CO2, ou até mesmo aquecer-se. Outros fornecem ao consumidor indicadores sobre a temperatura do produto, o frescor ou o grau de maturação. Avanços também foram feitas no nível nano. Embalagens fazendo uso da nanotecnologia podem criar barreiras a gases, umidade ou radiação UV. A nova tecnologia também ajuda a reduzir o peso de produtos. Mesmo assim cresce o uso de biopolímeros como material de base para a embalagem, substituindo os polímeros à base de fósseis. No entanto, novos tipos de embalagem enfrentam problemas como preços mais elevados e, portanto, dificuldades de concorrer com os materiais à base de fósseis que ainda são mais baratos.

#### Sustentabilidade e ética
Como os problemas ambientais como a mudança do clima estão tornando-se mais e mais um desafio prioritário, o mercado de embalagens tem adaptado às novas exigências dos consumidores através de produzir embalagens sustentáveis e por reduzir emissões de carbono. Análises do ciclo de vida e o pensamento ciclo de vida em geral são considerados os melhores instrumentos para calcular os custos ambientais de um produto ou serviço. Sustentabilidade não só é realizado através da utilização de materiais 100% renováveis, mas também, por exemplo, por reduzir o tamanho de embalagens para que possa transportar mais unidades do mesmo produto enquanto diminuindo a pegada de carbono coletiva. Fazer a transição para embalagens sustentáveis também cria um incentivo no cliente de querer identificar com o produto, porque o produto transmite consciência ambiental. No que diz respeito a isso, é importante mencionar o uso crescente de material reciclado em embalagens. Como tem uma maior quantidade de material reciclado, precisa uma boa gestão de resíduos e logística inversa. Isso também promete ser um mercado auspicioso para produtos e serviços inovadores. A fim de evitar Greenwashing, os produtores têm sido ansioso para obter certificação de qualidade por institutos renomados de certificação ambiental, como, por exemplo, o Carbon Trust e o Conselho de Manejo Florestal.

#### Segurança e assuntos regulatórios
A embalagem é crucial para garantir a segurança, qualidade e confiabilidade do produto. Embalagem carrega todas as informações o consumidor pode considerar importante, por exemplo, as instruções de preparação, o valor nutricional, as datas de fabricação e validade e informações produtor. A transferência de contaminantes químicos a partir de materiais em contato com alimentos para alimentar é considerada um assunto importante nos estudos de saúde. Assim, a modelagem matemática e análises em profundidade são utilizados a fim de fazer estimativas sobre o grau dessa chamada migração de contaminantes. Os materiais de embalagem devem conferir com o vasto quadro regulamentar que foi criado pelos legisladores. Em 2000, quatro anos depois de ter tinha adoptado as normas do Mercosul que gerem o uso de materiais em contato com alimentos (MCA), o Brasil isentou todos MCA das exigências de registro do Mercosul, exceto para MCA feita a partir de materiais reciclados. Apesar de ser isentos da política de registo do Mercosul, o MCA importado no mercado brasileiro ainda precisa cumprir todas as resoluções técnicas e legislação brasileira incorporando as resoluções do Mercsosur. Além disso, a Agência Nacional de Vigilância Sanitária (ANVISA) tem que ficar informada sobre quaisquer importações de MCA. As leis são constantemente a ser revisto, a fim de conferir com o estado dos conhecimentos científicos e técnicos e com os produtos que evoluem constantemente. Junto com o Mercosul, a FDA (o Departamento de Controle de Alimentos e Drogas dos Estados Unidos), bem como a União Europeia - que aprovou uma legislação harmonizada para os MCA em 2004 - ANVISA promove políticas globalmente harmonizadas e regimes para a gestão dos MCA.

### Produtos

#### Stand Up Pouches
Provavelmente, a inovação de maior sucesso dos anos 2010, até agora, tem sido o Stand Up Pouch, que é uma bolsa de plástico possuindo um reforço inferior, tornando-o capaz de ficar de pé. Stand Up Pouches são usados principalmente para produtos de alimentação humana, mas também para a alimentação animal, bem como para produtos de beleza. No mercado brasileiro, Stand Up Pouches continuamente sabiam caber em novos nichos do mercado. Enquanto mostrando crescimento enorme (CAGR de 6,1% em volume e 5,8% em valor entre 2011 e 2014), a distribuição de Stand Up Pouches no Brasil ainda está atrás do mercado chileno e do mercado dos EUA. Isso é devido à falta de fornecimento de escala de componentes importantes como nylon e fechos reseláveis, elevando o preço para a produção de Stand Up Pouches num nível mais alta do que nos mercados comparáveis. Entre os dez flexíveis de crescimento mais rápido, Stand Up Pouches ocuparam o terceiro lugar relativamente ao CAGR de volume e o quarto no que diz respeito ao CAGR de valor.
| Tipos            | Toneladas 2011 | Toneladas 2012 | Toneladas 2013 | Toneladas 2014 | CAGR Volume | Ranking Crescimento Volume | US$ mil 2011 | US$ mil 2012 | US$ mil 2013 | US$ mil 2014 | CAGR Valor | Ranking Crescimento Valor |
| ---------------- | -------------- | -------------- | -------------- | -------------- | ----------- | -------------------------- | ------------ | ------------ | ------------ | ------------ | ---------- | ------------------------- |
| Blisters         | 6.999          | 7.759          | 8.579          | 9.173          | 7,0%        | 1.                         | 271.929      | 305.123      | 341.830      | 366.225      | 7,7%       | 2.                        |
| Strip            | 840            | 929            | 1.101          | 1.067          | 6,2%        | 2.                         | 10.746       | 12.177       | 13.607       | 13.623       | 6,1%       | 3.                        |
| Stand Up Pouches | 15.459         | 16.369         | 18.494         | 19.593         | 6,1%        | 3.                         | 193.108      | 236.363      | 315.839      | 241.691      | 5,8%       | 4.                        |
| Sleeves          | 4.284          | 4.419          | 4.743          | 5.175          | 4,8%        | 4.                         | 30.138       | 31.335       | 33.553       | 37.221       | 5,4%       | 5.                        |
| Seals            | 72             | 69             | 82             | 87             | 4,8%        | 5.                         | 640          | 626          | 734          | 778          | 5,0%       | 6.                        |
| Peel-off lids    | 7.085          | 7.277          | 7.667          | 8.425          | 4,4%        | 6.                         | 182.572      | 166.033      | 174.814      | 327.081      | 15,7%      | 1.                        |
| Composite cans   | 584            | 589            | 659            | 679            | 3,8%        | 7.                         | 39.226       | 38.929       | 43.087       | 44.200       | 3,0%       | 9.                        |
| Covers           | 1.717          | 1.737          | 2.015          | 1.993          | 3,8%        | 8.                         | 22.288       | 22.647       | 26.080       | 26.137       | 4,1%       | 7.                        |
| Sachets          | 24.984         | 26.081         | 27.158         | 28.486         | 3,33%       | 9.                         | 817.660      | 836.456      | 866.666      | 945.100      | 3,7%       | 8.                        |
| Jars/tumblers    | 6.804          | 7.489          | 7.462          | 7.680          | 3,08%       | 10.                        | 131.088      | 144.551      | 142.681      | 146.666      | 2,9%       | 10.                       |

Existem dois tipos comuns de processos de enchimento dum Stand up Pouch, ou seja, "forma, preencha, sela" vertical (VFFS) e "encha, sela" (FS). Considerando que o primeiro utiliza rolos do material de embalagem e máquinas complexas que dão forma a bolsa antes do enchimento e, eventualmente, selá-o, o outro processo utiliza bolsas pré-formadas, bem como duas máquinas separadas para encher e selar a bolsa, respectivamente. Por causa do compromisso de ter um investimento inicial alto, mas custos operacionais baixos, VFFS é mais uma opção longo prazo, e, além disso, útil para a produção de grande quantidade. Porém, como o processo de FS é mais descentralizado do que o processo de VFFS e não depende duma máquina enorme, a probabilidade de sofrer de paragens longas por causa de manutenção é significativamente menor com o processo FS, porque falhas em processos de produção individuais podem ser fixadas mais facilmente.
Os produtos típicos que vêm em embalagem Pouch Stand Up são nozes, cereais, alimentos para cães e gatos, sabonete líquido e menores unidades de detergentes para a roupa.

#### Embalagens bio
O desenvolvimento da embalagem de base biológica tem sido um objetivo importante para os produtores de embalagens. Em 3 de junho, 2015, Coca-Cola apresentou sua versão de uma garrafa PET 100% reciclável, chamada PlantBottle™ que foi a primeira de seu tipo. Em contraste com PET usual, PlantBottle™ não depende de material à base fóssil. Para poder produzir sua garrafa, o Coca-Cola é fornecido pela empresa brasileira de petroquímica e biopolímeros Braskem, que produz polietileno que é completamente baseada em álcool de cana. Além disso, o Tetra Pak anunciou o lançamento de uma caixa 100% renovável para seus produtos lácteos. Através desse conceito de embalagem inovadora ganhou Tetra Pak os prêmios "Melhor caixa ou bolsa" e "Melhor fabrico ou processamento de inovação" nos World Beverage Innovation Awards 2015, bem como um Gold Award no Pro2Pac Excellence Awardss no Reino Unido por "ter desenvolvido a primeira caixa do mundo feita inteiramente a partir de materiais de embalagem renováveis com base em plantas". Para a produção do seu produto de embalagem sustentável o Tetra Pak também usa bioplásticos baseados em cana-de-açúcar fornecidos pela Braskem.
A indústria brasileira de cana-de-açúcar constitui um mercado promissor, bem como uma parte indispensável do mercado de embalagens do futuro. O etanol de cana é produzido em áreas que estão localizados em pelo menos 2000 km de distância da floresta amazônica, ou seja, nas regiões costeiras do Nordeste e na região Sudeste, com 60% da produção total realizada no Estado de São Paulo.

### Reciclagem no Brasil

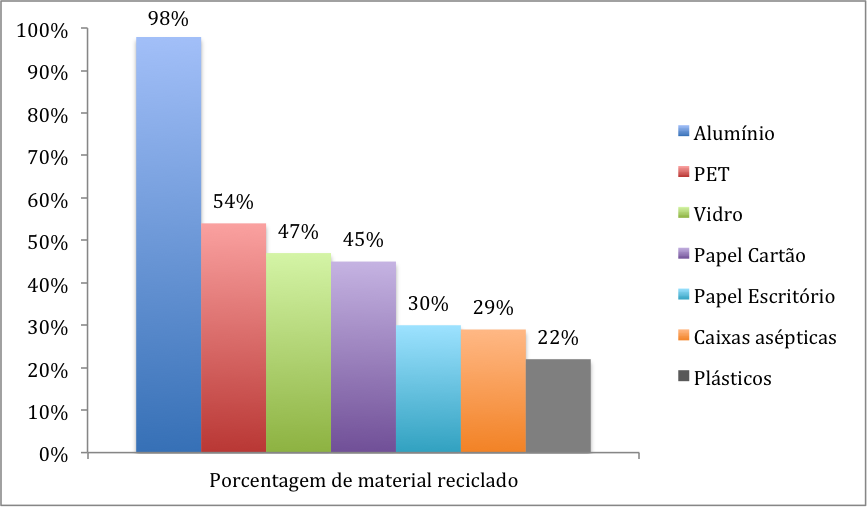
Reciclagem no Brasil: porcentagem de material reciclado por material. Dados segundo ABAL, ABIPET, ABRAVIDRO, ABPO, ABTCP, ABRE e ABIPLAST.

Em comparação com os países desenvolvidos da OCDE, o Brasil tem uma taxa de reciclagem total relativamente baixa, sendo a 2% do resíduo criado. Como em 2012 apenas 14% dos municípios forneceram coleta seletiva de lixo - com 86% desses municípios localizados ou no Sul ou no Sudeste - o país depende fortemente de catadores. Além disso, apenas 64% da população tem acesso a coleta regular de lixo. No entanto, a situação está a melhorar como o número absoluto de municípios oferecendo coleta seletiva subiu de 443 em 2010 a 766 em 2012.[35] Apesar de sua baixa taxa de reciclagem total, o Brasil é o líder mundial na reciclagem de alumínio. Tendo estabelecido uma taxa recorde de reciclagem de alumínio de 98,4%, o país foi capaz de superar seu recorde de 97,1% estabelecido em 2013. A razão principal para a altitude dessa taxa de reciclagem de alumínio são os custos de energia elevadas - que vão continuar a subir por causa dos do aumento de preços hidrelétricas causados pela seca de 2015 - e, consequentemente, as despesas elevadas que estão associadas com a produção de alumínio novo. Entre março de 2014 e março de 2015, o custo da energia aumentou 60% e, como reciclagem de alumínio requer 95% menos energia do que a produção de material novo, as taxas de reciclagem continuavam a subir, enquanto as plantas fundição tiveram que interromper a produção. PET é o segundo material mais reciclado no Brasil com 54% de PET total tendo sido reciclado em 2014. No entanto, devido a menores custos de produção esta taxa ainda é muito menor do que o porcentagem de alumínio reciclado. Dado os custos de produção bastante baixos, bem como os processos mais dispendiosos necessários para reciclar o material, plásticos apresentam a menor taxa de reciclagem entre os materiais de embalagem mais comuns. A marca brasileira de cosméticos "Sejaa" serve como um exemplo para produtos que utilizam embalagens recicladas. Sejaa, que foi lançada pela modelo brasileira Gisele Bündchen usa fibras que consistem em 100% de papel pós-consumo reciclado e é certificado pelo Forest Stewardship. Outro exemplo seja o fabricante brasileira de papel e celulose Suzano, que, desde 2012, produz cartão feito de resina pós-consumo (PCR) através da extracção de fibras de embalagens longa vida, como caixas de leite.